# LMFA11 2016
La LMFA11 2016 (ufficialmente 2016-2017) è la 2ª edizione del campionato di football americano, organizzato dalla FMFA.

## Squadre partecipanti
| Club                   | Città               | Stadio | Sponsor ufficiale | Risultato nella stagione 2015 |
| ---------------------- | ------------------- | ------ | ----------------- | ----------------------------- |
| Alcorcón Smilodons     | Alcorcón            |        |                   |                               |
| ANV Cuervos            | Fuenlabrada         |        |                   |                               |
| Camioneros de Coslada  | Coslada             |        |                   |                               |
| Las Rozas Black Demons | Las Rozas de Madrid |        |                   |                               |
| Osos de Rivas          | Rivas-Vaciamadrid   |        |                   |                               |
| Toros de Madrid        | Madrid              |        |                   |                               |
| Tres Cantos Jabatos    | Tres Cantos         |        |                   |                               |

## Stagione regolare

### Calendario

#### 1ª giornata
| Las Rozas de Madrid 5 novembre 2016, ore 19:00 | Las Rozas Black Demons | 72 – 0 | ANV Cuervos | Campo El Cantizal |

| Coslada 6 novembre 2016, ore 12:00 | Camioneros de Coslada | 29 – 0 | Alcorcón Smilodons | Polideportivo Valleaguado |

| Tres Cantos 6 novembre 2016, ore 16:00 | Tres Cantos Jabatos | 14 – 13 | Toros de Madrid | Polideportivo de La Luz |

#### 2ª giornata
| Rivas-Vaciamadrid 19 novembre 2016, ore 16:00 | Osos de Rivas | 17 – 20 | Camioneros de Coslada | Estadio de Atletismo Ciudad de Rivas |

| Madrid 19 novembre 2016, ore 17:00 | Toros de Madrid | 42 – 0 | ANV Cuervos | Centro Deportivo Municipal de Vicálvaro |

| Las Rozas de Madrid 19 novembre 2016, ore 19:30 | Las Rozas Black Demons | 50 – 0 | Tres Cantos Jabatos | Campo El Cantizal |

#### 3ª giornata
| Fuenlabrada 3 dicembre 2016, ore 12:00 | ANV Cuervos | 6 – 45 | Tres Cantos Jabatos | Campo de La Aldehuela |

| Madrid 3 dicembre 2016, ore 19:30 | Toros de Madrid | 0 – 41 | Las Rozas Black Demons | Centro Deportivo Municipal de Vicálvaro |

#### Recuperi 1
| Alcorcón 17 dicembre 2016, ore 19:30 | Alcorcón Smilodons | 0 – 1 (a tavolino) | Osos de Rivas | Estadio Municipal Santo Domingo |

### Classifiche
Le classifiche della regular season sono le seguenti:
- PCT = percentuale di vittorie, G = partite giocate, V = partite vinte,  P = partite perse, PF = punti fatti, PS = punti subiti

#### Gruppo A
| Pos. | Squadra               | PCT   | G | V | N | P | PF | PS |
| ---- | --------------------- | ----- | - | - | - | - | -- | -- |
| 1    | Camioneros de Coslada | 1.000 | 2 | 2 | 0 | 0 | 49 | 17 |
| 2    | Osos de Rivas         | .500  | 2 | 1 | 0 | 1 | 18 | 20 |
| 3    | Alcorcón Smilodons    | .000  | 2 | 0 | 0 | 2 | 0  | 30 |

#### Gruppo B
| Pos. | Squadra                | PCT   | G | V | N | P | PF  | PS  |
| ---- | ---------------------- | ----- | - | - | - | - | --- | --- |
| 1    | Las Rozas Black Demons | 1.000 | 3 | 3 | 0 | 0 | 163 | 0   |
| 2    | Tres Cantos Jabatos    | .667  | 3 | 2 | 0 | 1 | 59  | 69  |
| 3    | Toros de Madrid        | .333  | 3 | 1 | 0 | 2 | 55  | 55  |
| 4    | ANV Cuervos            | .000  | 3 | 0 | 0 | 3 | 6   | 159 |

## II Final de la LMFA11
| Coslada 18 dicembre 2016, ore 11:30 | Camioneros de Coslada | 22 – 8 | Las Rozas Black Demons | Polideportivo Valleaguado |

## Verdetti
- Camioneros de Coslada Campioni della LMFA11 (1º titolo)